# Podobne przypadki
Podobne przypadki – singel zespołu Grupa Operacyjna pochodzący z albumu Ostry dyżur. Mordo ty moja. Wyśmiewa on Dodę, żonę Radosława Majdana, słychać w nim jej charakterystyczny śmiech. Grupa Operacyjna nazwała to tzw. „prezentem rozwodowym”.